# Khaira Arby
Khaira Arby (Timboektoe, 21 september 1959 – Bamako, 19 augustus 2018), ook wel bekend als de nachtegaal van Timboektoe, was een Malinese zangeres.
Khaira Arby was de dochter van een Toeareg-vader en een Songhai-moeder. Ze begon op jonge leeftijd te zingen op bruiloften en traditionele festivals, en op elfjarige leeftijd begon ze te zingen in een muziekgroep uit de stad Timboektoe.
Arby verliet Timboektoe om zich aan te sluiten bij een artistieke groep in de stad Gao. Haar vader en haar man probeerden haar te weerhouden van een artistieke carrière, maar na een pauze hervatte ze de muzikale activiteit in de groep Badema National. Arby scheidde van haar echtgenoot en hertrouwde later.

## Carrière
In 1992 begon Arby een carrière onder haar eigen naam. Ze was de eerste Malinese vrouw die dat deed. In 2010 kreeg ze erkenning buiten Mali en haar muziek werd in Noord-Amerika en Europa gunstig onthaald. Ze toerde door de Verenigde Staten en trad op tijdens Pop Montreal in 2010 en het Montreal International Jazz Festival in 2011. In Nederland trad Khaira Arby onder andere op in het Bimhuis en op het Houtfestival. Ze trad ook verschillende keren op tijdens het Festival au Désert in Mali. De Volkskrant waardeerde Arby's album Gossip met 4 sterren.
In 2012 vielen jihadisten, met de hulp van Toeareg-ex-huurlingen die terugkeerden uit Libië, het noorden van Mali binnen en namen de Sahel in beslag. Arby ging in ballingschap en vestigde zich tijdelijk in Bamako. In Timboektoe hebben jihadisten haar familie bedreigd en haar instrumenten vernietigd. Drie jaar later, in 2015, keerde ze terug naar Timboektoe. Ze zei: "Onze religie heeft nooit muziek verboden. De Profeet werd begroet met liederen toen hij in Mekka aankwam. Muziek afschaffen is als ons belemmeren om te ademen. Maar we blijven vechten, en het zal doorgaan, inch'Allah." 

## Werken
Arby schreef en zong in de inheemse talen van de regio: Songhai, Tamachek, Bambara en Arabisch. Ze had een schorre stem. Haar woorden gingen over gevoelige kwesties. Terwijl Toeareg-opstanden elkaar opvolgden in 1990-1996, 2006 en 2007-2009, pleitte ze voor vrede. Ze zong over de rechten van vrouwen op autonomie, opleiding, geluk en voldoening, en ook tegen vrouwelijke genitale verminking. Muzikaal combineerde ze traditionele instrumenten zoals n'goni, njarka en drums met elektronica.

## Dood
Arby stierf op 19 augustus 2018 in een ziekenhuis in Bamako. Haar zoon zei dat ze was behandeld voor hartproblemen.